# Слобідка-Сатанівська
Слобі́дка-Са́танівська  — колишнє село Городоцького району Хмельницької області. Входило до складу Іванковецької сільської ради (з центром у селі Іванківці). 24 квітня 1997 року Хмельницька обласна рада виключила Сатанівську Слобідку з облікових даних .
У десятому томі «Географічного словника Королівства Польського та інших слов'янських земель» (дозволено цензурою 18(30) грудня 1888 року) зазначено, що Сатанівська Слобідка розташувалася на Збручі, входить до Юринецької волості Проскурівського повіту, має 32 двори, 86 мешканців, 102 десятини землі, належить графині Марії Потоцькій.
49°14′27″ пн. ш. 26°13′41″ сх. д. / 49.24083° пн. ш. 26.22806° сх. д.